# Fidel Martínez
Fidel Francisco Martínez Tenorio (ur. 15 lutego 1990 w Shushufindi) – ekwadorski piłkarz z obywatelstwem meksykańskim występujący na pozycji skrzydłowego, reprezentant Ekwadoru, od 2022 roku zawodnik Barcelony SC.

## Kariera klubowa
Martínez w wieku dwunastu lat rozpoczął treningi w słynnej akademii piłkarskiej CD Caribe Junior z miasta Nueva Loja (której wychowankami są między innymi Antonio Valencia i Enner Valencia). Tam spędził sześć lat, będąc czołowym młodym zawodnikiem w kraju; występował w reprezentacji prowincji Sucumbíos i był powoływany do juniorskich kadr Ekwadoru. W marcu 2008 przeniósł się do uznawanej za czołową w Ekwadorze szkółki juniorskiej drugoligowego wówczas zespołu Independiente del Valle, w której terminował jednak tylko przez pięć miesięcy – wskutek udanych występów w reprezentacji wkrótce zainteresowanie jego zatrudnieniem znacząco wzrosło, zarówno ze strony klubów ekwadorskich, jak i zagranicznych. W sierpniu 2008 podpisał kontrakt z brazylijskim Cruzeiro EC, jednak nie potrafił się przebić do pierwszego składu ekipy z Belo Horizonte. W styczniu 2010 na zasadzie kilkumiesięcznego wypożyczenia przeszedł do grającego w lidze stanowej zespołu AA Caldense, w którym również nie rozegrał żadnego oficjalnego spotkania.
W lutym 2010 Martínez powrócił do ojczyzny, podpisując umowę z ówczesnym mistrzem Ekwadoru – stołecznym Deportivo Quito. Pierwsze siedem miesięcy spędził w rezerwach, po czym jako dwudziestolatek został włączony do pierwszego zespołu przez szkoleniowca Carlosa Sevillę. W ekwadorskiej Serie A zadebiutował 16 października 2010 w wygranym 1:0 spotkaniu z El Nacional, zaś premierowego gola w najwyższej klasie rozgrywkowej strzelił 6 listopada tego samego roku w wygranej 2:0 konfrontacji z Espoli. Kilka tygodni później mimo młodego wieku wywalczył sobie niepodważalne miejsce w wyjściowym składzie, zostając jednym z wyróżniających się skrzydłowych rozgrywek. W sezonie 2011 zdobył z drużyną prowadzoną przez argentyńskiego trenera Carlosa Ischię tytuł mistrza Ekwadoru, tworząc skuteczny ofensywny tercet z Julio Bevacquą i Matíasem Alustizą. Ogółem w barwach Deportivo spędził dwa lata.
Latem 2012 Martínez został piłkarzem meksykańskiego Club Tijuana, w którego barwach 20 lipca 2012 w wygranym 2:0 meczu z Pueblą zadebiutował w tamtejszej Liga MX. Początkowo pełnił rolę rezerwowego, by po kilku miesiącach zostać kluczowym graczem drużyny Antonio Mohameda. Pierwszą bramkę w lidze meksykańskiej strzelił 25 listopada tego samego roku w wygranym 3:0 pojedynku z Leónem, a już w swoim pierwszym, jesiennym sezonie Apertura 2012 wywalczył z Tijuaną pierwsze w historii klubu mistrzostwo Meksyku. Łącznie spędził w zespole z meksykańsko-amerykańskiej granicy dwa lata, po czym zasilił beniaminka najwyższej klasy rozgrywkowej – klub Universidad de Guadalajara. Tam występował przez rok w roli czołowego zawodnika rozgrywek, jednak na koniec kampanii 2014/2015 spadł z Universidadem z powrotem do drugiej ligi. W międzyczasie, w grudniu 2014, otrzymał meksykańskie obywatelstwo w wyniku kilkuletniego zamieszkiwania w tym kraju.
W lipcu 2015 Martínez przeszedł do ekipy Pumas UNAM ze stołecznego miasta Meksyk, gdzie z miejsca zaczął odgrywać czołową rolę w grze ofensywnej. W sezonie Apertura 2015 wywalczył z tą drużyną wicemistrzostwo kraju.

## Kariera reprezentacyjna
W marcu 2007 Martínez został powołany przez szkoleniowca Homero Mistrala Valencię do reprezentacji Ekwadoru U-17 na Mistrzostwa Ameryki Południowej U-17. Na ekwadorskich boiskach pełnił jednak wyłącznie rolę rezerwowego – rozegrał zaledwie dwa z dziewięciu możliwych spotkań (z czego jedno w wyjściowym składzie). Jego kadra, pełniąca wówczas rolę gospodarzy turnieju, zajęła wówczas drugie miejsce w pierwszej rundzie, awansując do rundy finałowej. Tam z kolei uplasowała się dopiero na ostatniej, szóstej lokacie, wskutek czego nie zdołała zakwalifikować się na Mistrzostwa Świata U-17 w Korei Płd.
W lipcu 2007 Martínez znalazł się w ogłoszonym przez Sixto Vizuete składzie reprezentacji Ekwadoru U-20 na Igrzyska Panamerykańskie w Rio de Janeiro, gdzie mimo regularnych występów pozostawał jednak głównie rezerwowym dla duetu napastników tworzonego przez Edmundo Zurę i Pablo Ochoę. Ekwadorczycy triumfowali wówczas w męskim turnieju piłkarskim, pokonując w finale Jamajkę (2:1) i zdobyli złoty medal igrzysk. Było to zarazem pierwsze międzynarodowe trofeum w historii ekwadorskiego futbolu. W styczniu 2009 wziął udział w Mistrzostwach Ameryki Południowej U-20, podczas których wystąpił w dwóch z czterech meczów (w obydwóch w pierwszym składzie), nie zdobywając gola. Jego zespół – prowadzony wówczas przez Julio Césara Rosero – zajął czwarte miejsce w pierwszej rundzie, przez co nie zakwalifikował się do rundy finałowej i nie awansował na Mistrzostwa Świata U-20 w Egipcie.

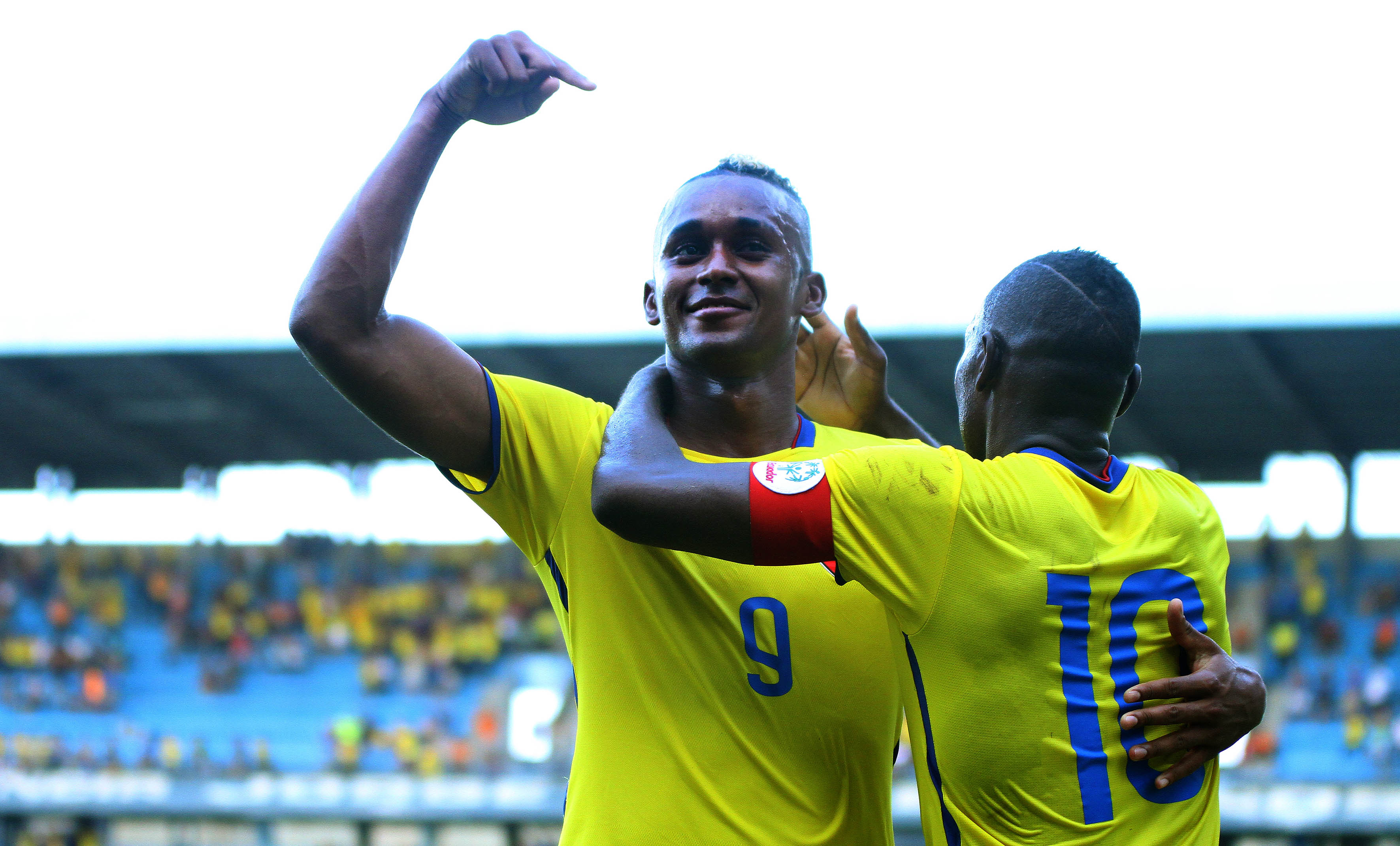
Martínez (nr 9) i Walter Ayoví w czerwcu 2015 podczas meczu towarzyskiego z Panamą (4:0)

W seniorskiej reprezentacji Ekwadoru Martínez zadebiutował za kadencji selekcjonera Sixto Vizuete, 17 grudnia 2008 w wygranym 1:0 meczu towarzyskim z Iranem i w tym samym spotkaniu strzelił także pierwszą bramkę w kadrze narodowej. Na kolejne występy w kadrze musiał czekać przez kolejne pięć lat, kiedy to został powołany przez Reinaldo Ruedę na zakończone powodzeniem eliminacji do Mistrzostw Świata 2014, podczas których pełnił jednak rolę rezerwowego i rozegrał jedno z szesnastu spotkań. W 2014 roku znalazł się w składzie na Mistrzostwa Świata w Brazylii, gdzie jednak nie zanotował żadnego występu, natomiast Ekwadorczycy odpadli wówczas z mundialu już w fazie grupowej. W 2015 roku został powołany przez Gustavo Quinterosa na rozgrywany w Chile turniej Copa América – tam pełnił z kolei rolę podstawowego gracza ekwadorskiego zespołu, występując we wszystkich trzech spotkaniach (w dwóch z nich w wyjściowej jedenastce), a jego drużyna odpadła z rozgrywek w fazie grupowej.
W 2016 roku Martínez wziął udział w jubileuszowej, rozgrywanej na amerykańskich boiskach edycji turnieju Copa América. Tam nie potrafił wygrać rywalizacji o miejsce na skrzydłach z Antonio Valencią i Jeffersonem Montero; zanotował trzy z czterech spotkań (wszystkie po wejściu z ławki), a Ekwadorczycy ulegli w ćwierćfinale gospodarzom – USA (1:2).

## Statystyki kariery

### Klubowe

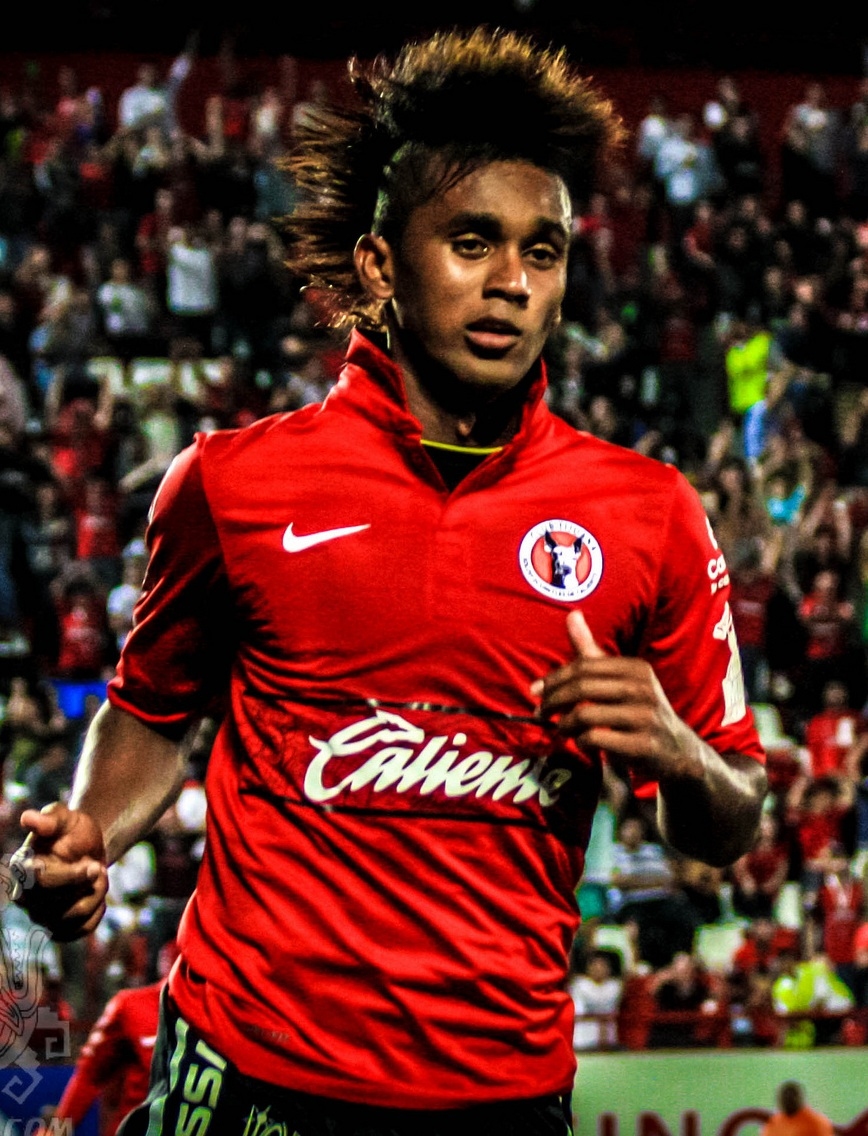
Martínez jako zawodnik Tijuany w lipcu 2012

| Caldense        | 2010      | Brazylia |         | 0  | 0  | — | —             | —   | —  | —   | 0  | 0  |
| Deportivo Quito | 2010      | Ekwador  | Serie A | 9  | 1  | — | —             | —   | —  | —   | 9  | 1  |
| Deportivo Quito | 2011      | Ekwador  | Serie A | 30 | 9  | — | —             | CS  | 2  | 0   | 32 | 9  |
| Deportivo Quito | 2012      | Ekwador  | Serie A | 11 | 2  | — | —             | CL  | 8  | 3   | 19 | 5  |
| Tijuana         | 2012–2013 | Meksyk   | Liga MX | 23 | 4  | 7 | 2             | CL  | 10 | 4   | 40 | 10 |
| Tijuana         | 2013–2014 | Meksyk   | Liga MX | 33 | 10 | — | —             | LMC | 6  | 1   | 39 | 11 |
| UdeG            | 2014–2015 | Meksyk   | Liga MX | 31 | 10 | 2 | 1             | —   | —  | —   | 33 | 11 |
| UNAM            | 2015–2016 | Meksyk   | Liga MX | 38 | 7  | — | —             | CL  | 9  | 3   | 47 | 10 |
| UNAM            | 2016–2017 | Meksyk   | Liga MX | 0  | 0  | — | —             | LMC | 0  | 0   | 0  | 0  |
| Ogółem          |           |          |         |    |    |   |               |     |    |     |    |    |
| Brazylia        | Brazylia  | Brazylia | 0       | 0  | —  | — | —             | —   | —  | 0   | 0  |    |
| Ekwador         | Ekwador   | Ekwador  | 50      | 12 | —  | — | CS + CL       | 10  | 3  | 60  | 15 |    |
| Meksyk          | Meksyk    | Meksyk   | 125     | 31 | 9  | 3 | CL + LMC      | 25  | 8  | 159 | 42 |    |
| Ogółem          | Ogółem    | Ogółem   | 175     | 43 | 9  | 3 | CS + CL + LMC | 35  | 11 | 219 | 57 |    |

- CS – Copa Sudamericana
- CL – Copa Libertadores
- LMC – Liga Mistrzów CONCACAF

### Reprezentacyjne

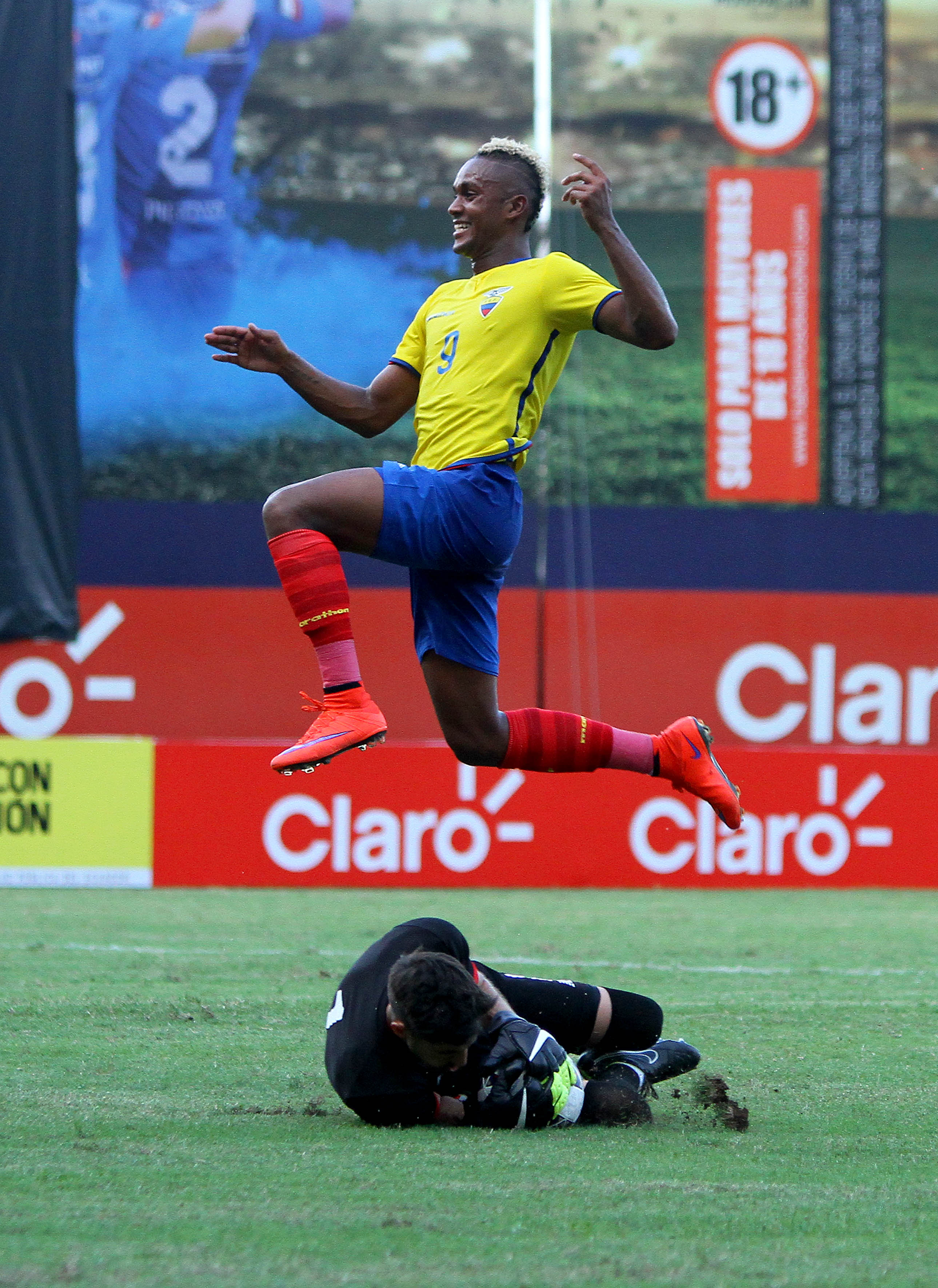
Martínez (w wyskoku) w czerwcu 2015 podczas meczu towarzyskiego z Panamą (4:0)

| Ekwador | Ekwador | 2008   | 2  | 1 | — | — | —  | — | — | 2  | 1 |
| Ekwador | Ekwador | 2009   | —  | — | — | — | —  | — | — | 0  | 0 |
| Ekwador | Ekwador | 2010   | —  | — | — | — | —  | — | — | 0  | 0 |
| Ekwador | Ekwador | 2011   | —  | — | — | — | —  | — | — | 0  | 0 |
| Ekwador | Ekwador | 2012   | —  | — | — | — | —  | — | — | 0  | 0 |
| Ekwador | Ekwador | 2013   | 2  | 0 | 1 | 0 | —  | — | — | 3  | 0 |
| Ekwador | Ekwador | 2014   | 5  | 1 | — | — | —  | — | — | 5  | 1 |
| Ekwador | Ekwador | 2015   | 5  | 3 | 4 | 2 | CA | 3 | 0 | 12 | 5 |
| Ekwador | Ekwador | 2016   | —  | — | 4 | 0 | CA | 3 | 0 | 7  | 0 |
| Ogółem  | Ogółem  | Ogółem | 14 | 5 | 9 | 2 | CA | 6 | 0 | 29 | 7 |

- CA – Copa América